# 8436-os mellékút (Magyarország)
A 8436-os számú mellékút egy rövid, kevesebb, mint három kilométer hosszú, négy számjegyű országos közút Vas vármegyében; Duka és Kissomlyó településeket köti össze egymással és a 8-as főúttal.

## Nyomvonala
Duka közigazgatási területén, a falu déli szélétől alig száz méterre délre ágazik ki a 8-as főútból, majdnem pontosan annak a 118. kilométerénél, észak felé. Elhalad egy benzinkút és a főút forgalmát kiszolgáló pihenőhely mellett, majd néhány lépés után el is éri a község lakott területének szélét; ott a Kossuth Lajos utca nevet veszi fel. A központban egy rövid szakaszon nyugatnak fordul, Zrínyi Miklós utca néven, majd újból északabbi irányt vesz, s a neve Petőfi utcára változik. 1,6 kilométer után lép ki a belterületről, és nem sokkal azután a falu határát is átlépi, onnantól Kissomlyó területén folytatódik. 2,5 kilométer után keresztezi a 84-es főutat – mely ott a 44+400-as kilométerszelvénye közelében jár – majd nem sokkal ezután, bő 200 méterre Kissomlyó legdélebbi házaitól véget is ér, beletorkollva a 8457-es útba, kevéssel annak az 1. kilométere előtt.
Teljes hossza, az országos közutak térképes nyilvántartását szolgáló kira.gov.hu adatbázisa szerint 2,732 kilométer.

## Települések az út mentén
- Duka
- Kissomlyó